# Rychlerostoucí dřeviny

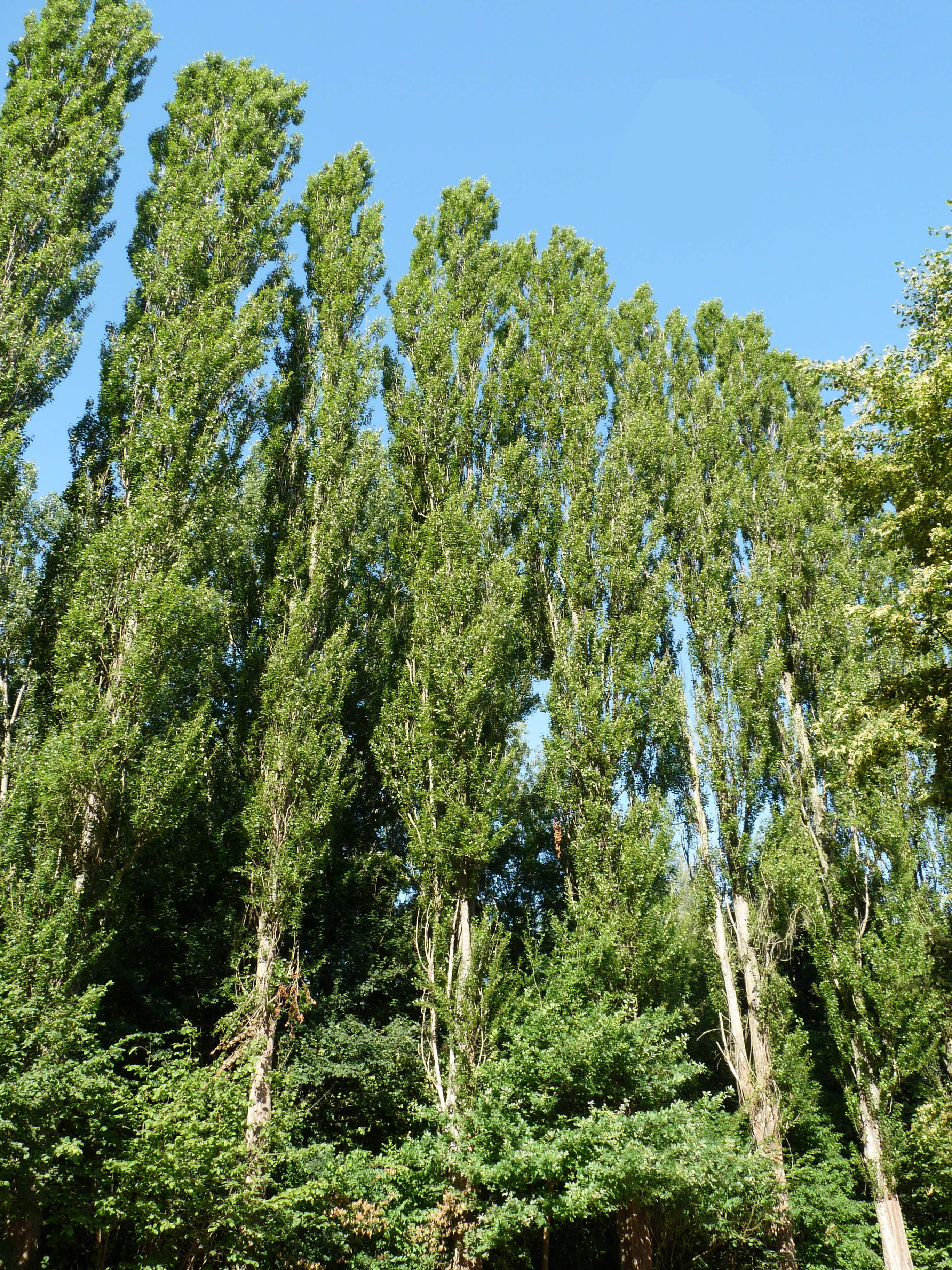
Alej rychlerostoucích topolů

Rychle rostoucí dřeviny jsou dřeviny s krátkou dobou obmýtí a s hmotovým přírůstkem významně převyšujícím průměrný hmotový přírůstek ostatních dřevin. Rychle rostoucí dřeviny jsou energetické plodiny se širokým využitím. Nejčastější využití je v dřevozpracovatelském průmyslu na palivové dříví, teplárnách ve formě dřevní štěpky nebo na výrobu dřevěných pelet či briket. Další možné využití je v nábytkářském průmyslu. Z tohoto důvodu se pěstují a sklízejí jako energetické plodiny pro výrobu obnovitelné energie.

## Rozdělení dřevin
Rychle rostoucí dřeviny, perspektivní pro produkční plantáže v ČR, se dělí následovně:
- v ČR ověřené: topoly, vrby;
- v ČR ověřované: pajasan, jilmy;
- v ČR perspektivní: růže zejm. trnité, olše, lípy, lísky, jeřáby;
- v ČR nerostoucí: baobab.

## Pěstování v Česku
Pěstování rychlerostoucích dřevin je způsob, jak využít volnou zemědělskou půdu zejména na svazích (nad 7 %), na zaplavovaných půdách, půdách problémových (kontaminace půdy, antropogenní půdy) a v chráněných oblastech. Založení plantáže je ale z ekonomických důvodů nemyslitelné bez dotace. Ta je však spojena s využitím klonů topolů a vrb povolených Ministerstvem životního prostředí.
K 31.12. 2013 podle LPIS bylo 1591 ha zemědělské půdy evidováno jako RRD. V roce 2008 to bylo pouze 250 ha. Nárůst je tedy v celé České republice okolo 0,7 ha za den. Pro srovnání: plocha RRD v ČR v roce 2013 měla velikost 31,6 % plochy chmelnic, 11,1 % ploch všech vinic a 0,0635 % orné půdy podle LPIS. (Zde je nutné připomenout, že existují rozdíly mezi evidenci ČÚZK a LPIS.)
K 1.9. 2015 je v ČR podle LPIS 2811 ha RRD.

### Sadba
Před samotným vysázením energetického porostu je nutné provést předsazení přípravu porostu. Příprava pole zahrnuje standardní operace jako při standardním pěstování obilnin nebo okopanin. na podzim zahrnuje podmítku a následnou orbu, Na jaře postačí pole jen srovnat do roviny. Takto upravené pole je připravení pro sadbu. Po odmítání se nechávají růst všechny obrostu z pařezů. 
Při pěstování energetických dřevin pro využití na dřevní štěpku volíme spon v řádku 50 cm a mezi řádky 300 cm. V tomto případě potřebuje získat za co nejkratší dobu co nejvíce dřevní hmoty. Také je možní vysazovat do dvojřádků Které jsou od sebe vzdáleny 60 cm a poté 300 cm. Ohled při sadbě musíme brát na dostupnou mechanizaci aby snadno projela v mezi jednotlivými řádky. Spotřeba jednotlivých řízků je až 6600 ks/ha.
Pro pěstování energetického dříví pro využití na palivové dříví se využívá spon výsadby v řádku 150 až 200 cm a mezi řádky 250 až 300 cm. Větší spon volíme především z důvodu zamezení vytahování jednotlivých stromů a podpoření zesílení kmenů. Po prvním odmítl se z pařezu nechává růst pouze jeden výhon.
Pro založení plantáže se využívají především mřížky dlouhé 20 cm, využít lze také prýtů dlouhých až 200 cm nebo již kořenáčů. Výsadbu lze provádět ručně, kdy se jednotlivé prýty nebo řízky jen zapichují do půdy nebo mechanizovaných jednořádkových či dvouřádkových poloautomatických nebo plně automatických sazeček.
Pro podporu růstu energetických dřevin je nutné v prvních dvou letech likvidovat plevel, který odebírá porostu živiny, vláhu a světlo. Pro likvidaci využíváme mulčovače, kterými likviduje porost mezi jednotlivými řádky, mlčované můžeme využít horizontální nebo vertikální, vzniklý mulč sloučí jako zelené hnojivo a zabraňuje odparu vody z půdy. Další možností je dokování řádků, porost mezi řádky je zničen a zapraven do půdy, dochází také přokypření vrchní vrstvy půdy a lepšímu vstřebávání vody. Poslední možností je využití herbicidů. Využití chemické ochrany zpomalí také i vysázený energetický porost, jelikož většina pěstovaných plodin je choulostivá na herbicidy. Teto způsob je nejnáročnější a zvyšuje ekologickou zátěž půdy.

### Sklizeň
Energetické dřeviny se sklízí na dřevěnou štěpku jednou za 2–3 roky dle bonity půdy v dané oblasti a podle ročních srážek. Po dvou až třech letech mají kmeny výšku 6–8 metrů a průměr cca 4–8 cm. Výtěžnost z ha je u různých odrůd uváděná v rozmezí za dva až tři roky cca 25–55 tun mokré štěpky při obsah vody do 48 %. Výtěžnost se průběžně mění v závislosti na klimatických podmínkách v daných letech a podle počtu obmýtí . První sklizeň mívá zpravidla menší výnos, druhá, třetí a čtvrtá bývá nejsilnější a pátá, popř. šestá bývají zase o něco slabší a poté už se doporučuje z důvodu nerentability plantáž zlikvidovat. Sklizeň plantáže se provádí několika způsoby. Základní rozdíl je v tom, jestli potřebujete suchou (do 25 % vody) nebo mokrou (45–55 % vody) štěpku. Mokrá štěpka se dá spalovat pouze tam kde mají předsoušecí zařízení. Suchou štěpkou se naproti tomu dá topit prakticky kdekoli, v malých výtopnách i v rodinných domech, a to jak v kotlích na biomasu nebo na dřevoplyn, tak i v klasických kotlích. Suchá štěpka se dá získávat dvěma způsoby, méně náročný je způsob, kdy se dřeviny nejdříve podříznou a položí mezi řádky, nechají až vyschnou a pak se pomocí řezačky seberou a rozdrtí. O něco náročnější způsob je dřeviny podříznout a rovnou se odváží z pole na hromady a nechají je vyschnout poté se štěpují stacionárním stěpkovačem. Takto získaná štěpka se již nemusí dosoušet. Mokrá štěpka se také může těžit několika způsoby. Nejjednodušší a nejrychlejší způsob je sklizeň klasickou řezačkou. Menší stromy s průměrem kmenu do 6–7 cm mohou tyto řezačky sklízet klasickými lištami na kukuřici bez zvláštních úprav. Na silnější porosty s kmeny cca 7–12 cm již potřebují speciální řezací hlavy.

### Likvidace porostu
Po určité době je nutné vysázený porost odstranit úplně. Likvidace celé plantáže se provádí především z důvodu vyčerpání důležitých prvků a minerálů z půdy a následného poklesu intenzity růstu dřevin a tím klesajícího ekonomického výnosu. Plantáže s energetickými dřevinami pěstovanými pro získávání dřevní štěpky vydrží být ekonomicky výhodná po dobu 15 let, pěstování pro získávání dříví (polen) vydrží přibližně 25 let. Pěstované energetické dřeviny dodávají do naopak jiné prvky do půdy vhodné pro jiné plodiny (obilí, brambory...), které samy nevyužívají. Navíc je po nich půdy plná humusu a pozůstalé kořeny dlouho provzdušňují půdu. Pro znovu založení plantáže s energetickými dřevinami se doporučuje alespoň dvouleté období, kdy se pole nechá "odpočinout".

#### Frézování
Pro likvidaci se využívá jednořádková fréza připojena k traktoru. Frézováním se odstraňují pozůstalé pařezy a kořeny do hloubky 25 cm. Zničením pařezu se zamezí opětovnému obrůstání. Při frézování se také lokálně provzdušňuje půda. Výkonnost frézy je až 3 ha denně. 

#### Vytrhávání
Tento způsob je poměrně náročnější, nejprve se pomocí rypadla nebo k tomuto účelu přizpůsobeného traktoru vytrhají pařezy, ty se pak svozí na hromadu a zde se buď spálí nebo se zahrnou hlínou a nechají kompostovat.

#### Chemická likvidace
Po sklizni se na pařezy aplikuje chemický postřik, který způsobí uschnutí porostu a dochází k postupnému rozpadání pařezů, které se následně zaorají. Využití chemického postřiku zvyšuje ekologickou zátěž.